# George Lacy Hillier
Pour les articles homonymes, voir Hillier.
George Lacy Hillier né le 6 juin 1856 à Sydenham, dans la banlieue de Londres et mort le 11 février 1941 à Londres est un coureur cycliste anglais, pionnier du cyclisme, athlète britannique, journaliste sportif et auteur d'ouvrages sur le cyclisme. Il a été l'un des fondateurs du Chichester and District Motorcycle Club dont il fut président. Il était membre également d'autres clubs sportifs et secrétaire pour l'organisation des courses du London County Cycling and Athletic Club. à ce titre, il est à l’origine de la construction, en 1891, du vélodrome de Herne Hill, au sud de Londres.
En 1881, Hillier est champion national de cyclisme sur plusieurs distances. En 1885, il fait le voyage vers Leipzig, gagne une course de dix kilomètres contre le champion allemand Johannes Pundt (1864-1943), et établit un nouveau record sur piste. Comme prix, il reçoit un coffret de couverts plaqués en argent et une médaille.
Hillier a écrit plusieurs livres dont la monographie de 500 pages Cycling pour la Badminton Library en collaboration avec le vicomte Bury, en 1887. 
Hillier poursuit ensuite une carrière d'écrivain et de journaliste, ainsi que de courtier à la Bourse de Londres, comme l’avait fait son père avant lui. Sa tombe se trouve à Londres, au cimetière de Brockley and Ladywell.

## Ouvrages

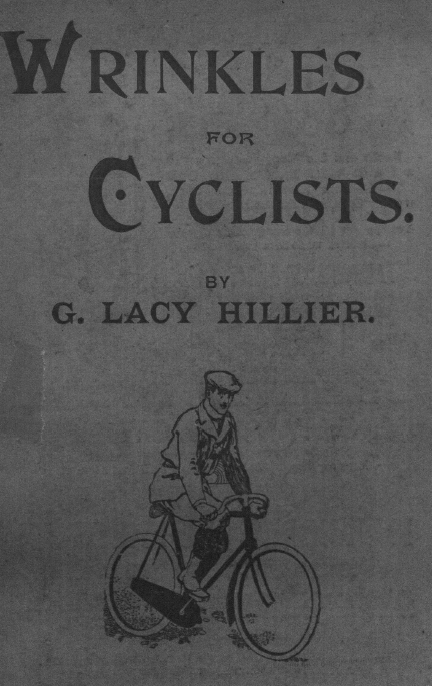
Couverture de Wrinkles for Cyclists (Tuyaux pour les cyclistes), 1898

- (en) Ease in The Art of Cycling - The Art of Train Irens for Radwettfahren with THS Walker, Berlin 1888
- (en) Cycling, The Badminton Library, London, 1887, with William Keppel, 7th Earl of Albemarle
- (en) Cycles - Past and Present, Edinburgh 1892
- (en) All about cycling, London 1896
- (en) Wrinkles for Cyclists, London 1898